# Ха-Галиль-ха-Элион
Ха-Галиль-ха-Элион (ивр. הגליל העליון‎, Верхняя Галилея) — региональный совет в Северном административном округе Израиля, который охватывает большинство поселений в Верхней Галилее.
В региональный совет входят 29 населённых пунктов, все они являются кибуцами.
Его штаб-квартира находится в Кирьят-Шмоне, независимом городе, не включённом в юрисдикцию Совета.

## Границы совета
Региональный совет «Ха-Галиль-ха-Элион» ограничен следующими административными единицами:
- С севера: Метула, граница с Ливаном
- С востока: Голанские высоты и региональный совет Голан
- С юга: кибуц Кедарим, региональный совет Эмек-ха-Ярден и региональный совет Мером-ха-Галиль
- С запада: Саса и региональный совет Мером-ха-Галиль

## Население
По статистическим данным Центрального статистического бюро Израиля население регионального совета на 2024 год составляет 21 006 человек.